# 第16回IBAFインターコンチネンタルカップ日本代表
第16回IBAFインターコンチネンタルカップ日本代表（だい16かいIBAFインターコンチネンタルカップにっぽんだいひょう）は、2006年11月に台湾の台中市で行われた第16回IBAFインターコンチネンタルカップに出場するために編成された日本選手団である。

## 概要
前回の大会における代表（2002年）はプロ・アマ混成の日本代表であった。これは、プロ側からも若手育成の機会を求め、同時に翌年にアテネオリンピックの予選を兼ねた第23回アジア野球選手権が控えていたことが大きい。しかし2006年にワールド・ベースボール・クラシックが実現して日本が優勝したのと、プロ野球ではアジアシリーズが2005年から行われていることから、プロからの選手選抜は行わなかった。また、社会人でもこの大会期間と第33回社会人野球日本選手権大会の日程がバッティングすることから、同大会で予選敗退したチームから選手を選抜する必要があり、予選日程終了まで代表が決まらず、大会開幕の約10日前になって代表が選出された。
代表チームは大学生5人と社会人19人から構成される。
予選リーグは参加8チーム総当たりで6勝1敗の2位で通過したが、予選リーグで勝った相手のオランダに準決勝で完封負けを喫し、3位決定戦では地元チャイニーズ・タイペイ相手にまたも雪辱され、4位に終わった。

## 代表メンバー
所属は選出当時。
| ポジション | 背番号 | 氏名       | 所属球団                 | 投 | 打 | 備考                             |
| ---------- | ------ | ---------- | ------------------------ | -- | -- | -------------------------------- |
| 監督       | 30     | 杉本靖彦   |                          |    |    |                                  |
| コーチ     | 31     | 鈴木博識   | 日本大学硬式野球部監督   |    |    |                                  |
| コーチ     | 32     | 村上文敏   |                          |    |    |                                  |
| コーチ     | 33     | 坂口裕之   |                          |    |    |                                  |
| 投手       | 11     | 森福允彦   | シダックス野球部         | 左 | 左 | のち福岡ソフトバンクホークス     |
| 投手       | 13     | 宮西尚生   | 関西学院大学硬式野球部   | 左 | 左 | のち北海道日本ハムファイターズ   |
| 投手       | 14     | 斉藤貴志   | JR東日本硬式野球部       | 左 | 左 |                                  |
| 投手       | 15     | 木村雄太   | 東京ガス硬式野球部       | 左 | 左 | のち千葉ロッテマリーンズ         |
| 投手       | 16     | 松岡昌志   | ホンダ鈴鹿硬式野球部     | 右 | 右 |                                  |
| 投手       | 17     | 大場翔太   | 東洋大学硬式野球部       | 右 | 右 | のち福岡ソフトバンクホークス     |
| 投手       | 18     | 高崎健太郎 | 日産自動車硬式野球部     | 右 | 右 | のち横浜ベイスターズ             |
| 投手       | 19     | 益田隆芳   | 日本通運硬式野球部       | 右 | 右 |                                  |
| 投手       | 20     | 小西正則   | 硬式野球クラブ東海REX    | 右 | 右 |                                  |
| 捕手       | 22     | 髙谷裕亮   | 白鷗大学                 | 右 | 左 | のち福岡ソフトバンクホークス     |
| 捕手       | 24     | 鈴木健司   | 日本通運硬式野球部       | 右 | 右 |                                  |
| 捕手       | 27     | 中野滋樹   | JR九州硬式野球部         | 右 | 右 |                                  |
| 内野手     | 1      | 渡辺直人   | 三菱ふそう川崎硬式野球部 | 右 | 右 | のち東北楽天ゴールデンイーグルス |
| 内野手     | 2      | 鈴木勘弥   | 三菱重工長崎硬式野球部   | 右 | 右 |                                  |
| 内野手     | 5      | 二村俊之   | 住友金属鹿島硬式野球部   | 右 | 右 |                                  |
| 内野手     | 6      | 西郷泰之   | 三菱ふそう川崎硬式野球部 | 左 | 左 |                                  |
| 内野手     | 7      | 高阪行俊   | シダックス野球部         | 右 | 右 |                                  |
| 内野手     | 10     | 小山豪     | 日産自動車硬式野球部     | 左 | 左 |                                  |
| 内野手     | 21     | 寺内崇幸   | JR東日本硬式野球部       | 右 | 右 | のち読売ジャイアンツ             |
| 外野手     | 3      | 長野久義   | 日本大学硬式野球部       | 右 | 右 | のち読売ジャイアンツ             |
| 外野手     | 7      | 下窪陽介   | 日本通運硬式野球部       | 右 | 右 | のち横浜ベイスターズ             |
| 外野手     | 8      | 野本圭     | 駒澤大学硬式野球部       | 左 | 左 | のち中日ドラゴンズ               |
| 外野手     | 12     | 中尾敏浩   | JR東日本硬式野球部       | 右 | 左 | のち東京ヤクルトスワローズ       |
| 外野手     | 25     | 鬼崎智史   | 市民球団かずさマジック   | 右 | 右 |                                  |

## 大会戦績
（「台中」は台中野球場、「インター」は台中インターコンチネンタル野球場）
- 予選リーグ
  - 第1戦（11月9日：台中）　日本 4-3 オーストラリア （延長10回）
  - 第2戦（10日：インター）　日本 4-3 チャイニーズタイペイ
  - 第3戦（11日：インター）　日本 2x-1 韓国
  - 第4戦（12日：台中）　日本 3-0 オランダ
  - 第5戦（14日：インター）　日本 3-6 キューバ
  - 第6戦（15日：台中）　日本 6-3 イタリア
  - 第7戦（16日：台中）　日本 17-0 フィリピン　（7回コールド）

6勝1敗で2位通過。
- 準決勝（18日：インター）　日本 0-3 オランダ
- 3位決定戦（19日：インター）　日本 0-4 チャイニーズタイペイ
4位に終わり、メダルを逃す。
- 個人表彰（日本チーム選手のみ）
  - 最高勝率　大場翔太 1.000
  - 盗塁王　野本圭 3個
  - ベストナイン（遊撃手）　渡辺直人